# Carpodacus rodopeplus
Il carpodaco violaceo o carpodaco alimacchiate (Carpodacus rodopeplus (Vigors, 1831)) è un uccello passeriforme della famiglia dei Fringillidi.

## Etimologia
Il nome scientifico della specie, rodopeplus, deriva dall'unione delle parole greche ῥοδον (rhodon, "rosa") e πεπλος (peplos, "peplo"), col significato di "dal peplo rosa", in riferimento alla colorazione dei maschi adulti.

## Descrizione

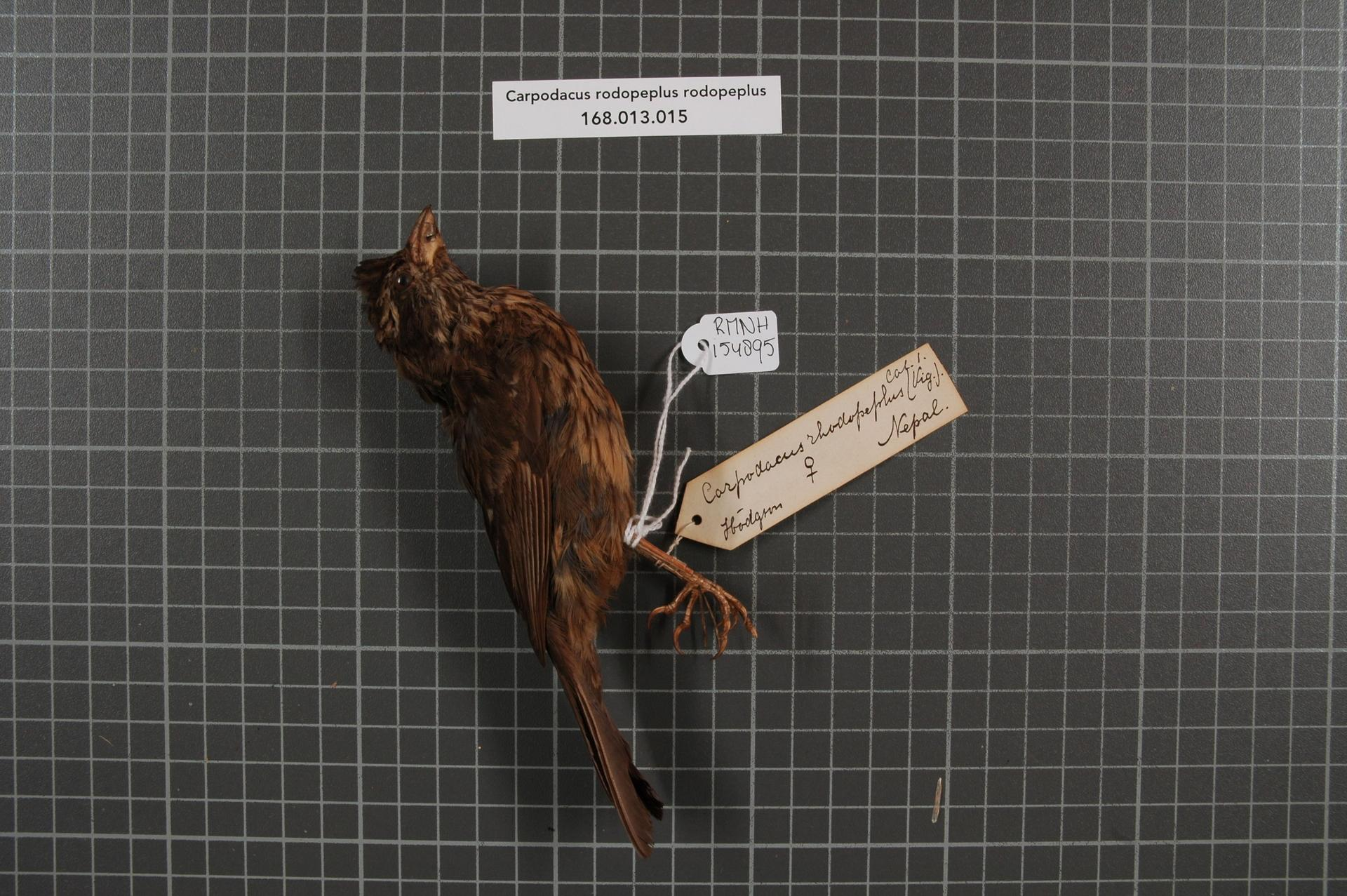
Visione laterale di femmina impagliata.

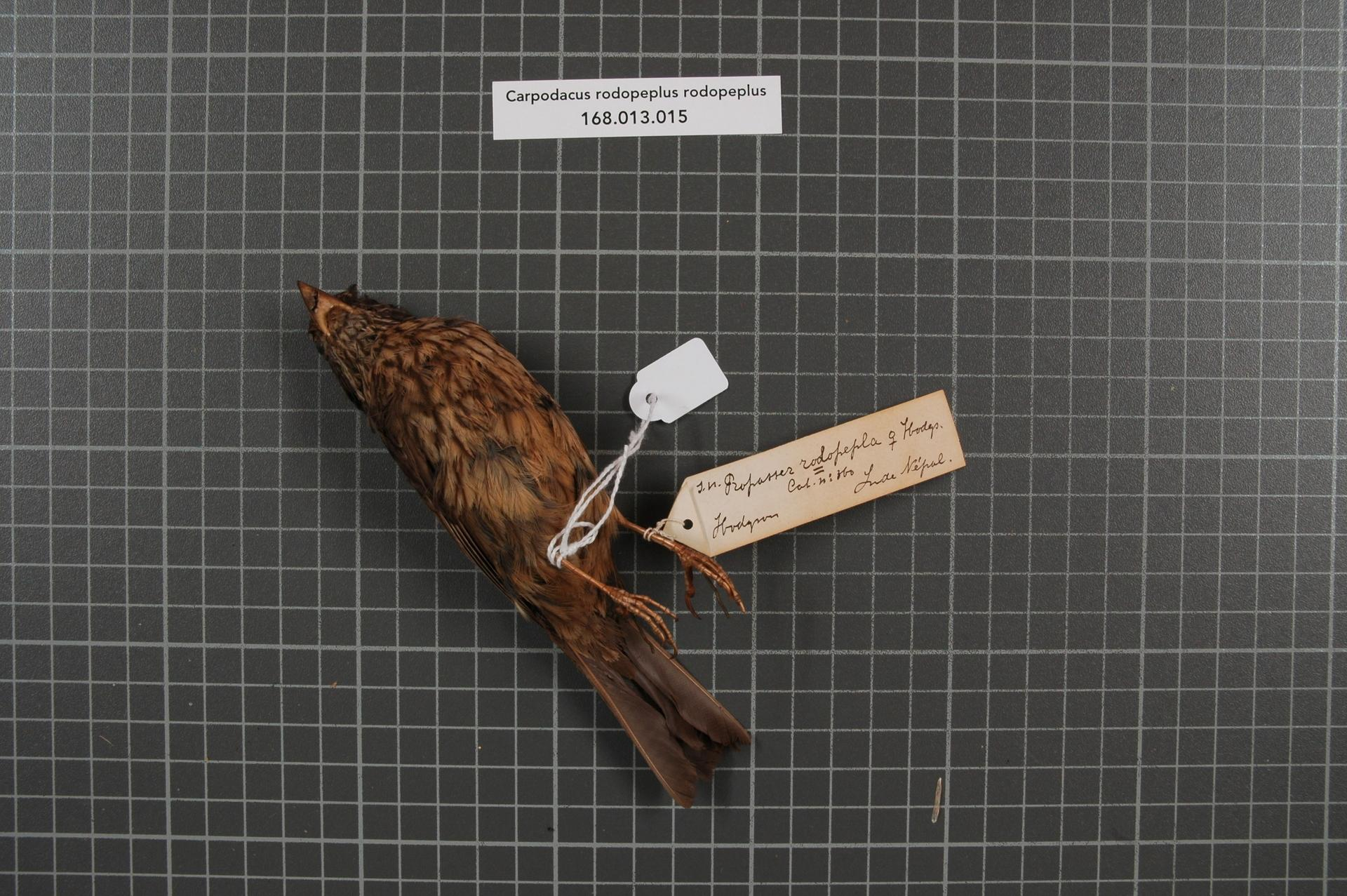
Visione ventrale di femmina impagliata.

### Dimensioni
Misura 15–17 cm di lunghezza, per 23 g (dato misurato finora su un singolo esemplare, di sesso femminile) di peso.

### Aspetto
Si tratta di uccelli dall'aspetto robusto, muniti di testa tondeggiante con grandi occhi e becco conico, ali allungate e coda dalla punta lievemente forcuta.
Il piumaggio mostra dimorfismo sessuale: i maschi presentano infatti testa (tranne il sopracciglio che è più chiaro), petto, ventre e fianchi di colore rosso ciliegia, dorso dello stesso colore sfumato però nel bruno, sottocoda bianco e ali e coda di colore nero, le prime munite di copritrici con una macchia bianca sulla punta a formare due bande trasversali di punteggiature alari, caratteristica questa che frutta alla specie il suo nome comune. Le femmine, invece, non mostrano tracce di rosso nel piumaggio, il quale si mostra dominato dalle tonalità del bruno, più scuro su testa, ali e coda e più chiaro ventralmente. In ambedue i sessi, il becco e le zampe sono di colore nerastro, mentre gli occhi sono di colore bruno scuro.

## Biologia
I carpodachi alimacchiate sono uccelletti diurni, allegri e vivaci, che si muovono perlopiù al suolo in coppie o gruppetti alla ricerca di cibo.

### Alimentazione
Si tratta di uccelli granivori, che si nutrono soprattutto di piccoli semi, ma anche di bacche e frutti quando disponibili.

### Riproduzione
La riproduzione di questi uccelli non è ancora stata osservata e descritta: tuttavia, si ha motivo di credere che essa non differisca significativamente, per modalità e tempistica, da quanto osservabile nelle specie affini.

## Distribuzione e habitat
Il carpodaco alimacchiate abita le pendici meridionali della catena dell'Himalaya, dall'Uttarakhand occidentale al Tibet meridionale attraverso il Nepal.
L'habitat di questi uccelli è rappresentato dalle aree montane e submontane cespugliose a prevalenza di crespino, Caragana e rododendro.